# Tachydromia nigerrima
Tachydromia nigerrima är en tvåvingeart som först beskrevs av Mario Bezzi 1918.  Tachydromia nigerrima ingår i släktet Tachydromia och familjen puckeldansflugor. Inga underarter finns listade i Catalogue of Life.